# تسوباسا اویا
تسوباسا اویا (انگلیسی: Tsubasa Oya؛ زادهٔ ۱۳ اوت ۱۹۸۶) بازیکن فوتبال اهل ژاپن است.
از باشگاه‌هایی که در آن بازی کرده‌است می‌توان به باشگاه فوتبال ویسل کوبه اشاره کرد.